# هيلدا الهنائي
هيلدا الهنائي ، دبلوماسية وخبيرة اقتصادية عمانية، وهي مديرة وفد سلطنة عمان في منظمة التجارة العالمية. تحدثت بصراحة عن دور الدول العربية داخل منظمة التجارة العالمية، وانعدام التأثير الذي تتمتع به جميع الدول العربية، بإستثناء المملكة العربية السعودية. كانت رئيسة فريق العمل الذي مكّن سيشل من دخول منظمة التجارة العالمية. خلال المفاوضات، تم الثناء عليها من منظمة التجارة العالمية للعمل من أجل مصالح سيشيل . وقد شغلت سابقًا منصب نائب المندوب الدائم لدى البعثة الدائمة لسلطنة عمان لدى الأمم المتحدة. تحدثت هيلدا الهنائي بصراحة عن التمييز الذي تعرضت له في دورها بسبب دينها ونوعها الاجتماعي. وهي عضو فخري في الدائرة الدبلوماسية بجنيف.

## وصلات خارجية
- هيلدا الهنائي